# فرپلینز (کارولینای شمالی)
فایرپلاینس (به انگلیسی: Fairplains) شهری در ایالت کارولینای شمالی کشور ایالات متحده آمریکا است که جمعیت آن در سرشماری سال ۲۰۱۰ میلادی، ۲٬۱۲۰ نفر بوده‌است.